# Jonathan James
Jonathan James (12 de diciembre de 1983 - 18 de mayo de 2008, Estados Unidos) era un hacker estadounidense (un hacker ético de sombrero gris). Fue el primer adolescente en ir a la cárcel por hackear sistemas de comunicación e información con apenas 16 años de edad. Entre sus logros está entrar ilegalmente a la Agencia para la Reducción de Amenaza de la Defensa (Agencia de Reducción de Amenazas de Defensa) agencia encargada para reducir amenazas de armas nucleares, biológicas y convencionales a los 15 años de edad; entrar en los servidores de la NASA y robar un software moderno; y otros casos. Tras estar en libertad creó una empresa de seguridad informática.

## Suicidio
Jonathan en su domicilio, fue encontrado muerto por una herida de bala el 18 de mayo de 2008, cuando después de dos semanas, agentes entraran en su casa. En una nota de suicidio de cinco páginas, James escribió que él era inocente, y que estaba seguro de que los federales querían hacer de él un chivo expiatorio.
Esta noticia vuelve a ser actualidad, al decidir el padre de Jonathan James publicar la nota que dejó James antes de suicidarse. Según la revista, el padre ha guardado silencio hasta ahora debido a que la investigación sobre el robo masivo de tarjetas de crédito aún no había concluido.